# Pontonia minuta
Pontonia minuta är en kräftdjursart som beskrevs av Baker 1907. Pontonia minuta ingår i släktet Pontonia och familjen Palaemonidae. Inga underarter finns listade i Catalogue of Life.